# منطقه حفاظت‌شده بوغداشنی
منطقه حفاظت‌شده بوغداشنی (به لاتین: Bugdasheni Managed Reserve) یک منطقه حفاظت‌شده در گرجستان است.